# Josh Hawley
Joshua David Hawley (* 31. prosince 1979 Springdale, Arkansas) je americký politik za Republikánskou stranu, právník a historik. Od 3. ledna 2019 je senátorem Spojených států amerických za Missouri.
V letech 2017–2019 byl nejvyšším státním zástupcem (attorney general) státu Missouri.

## Politická kariéra

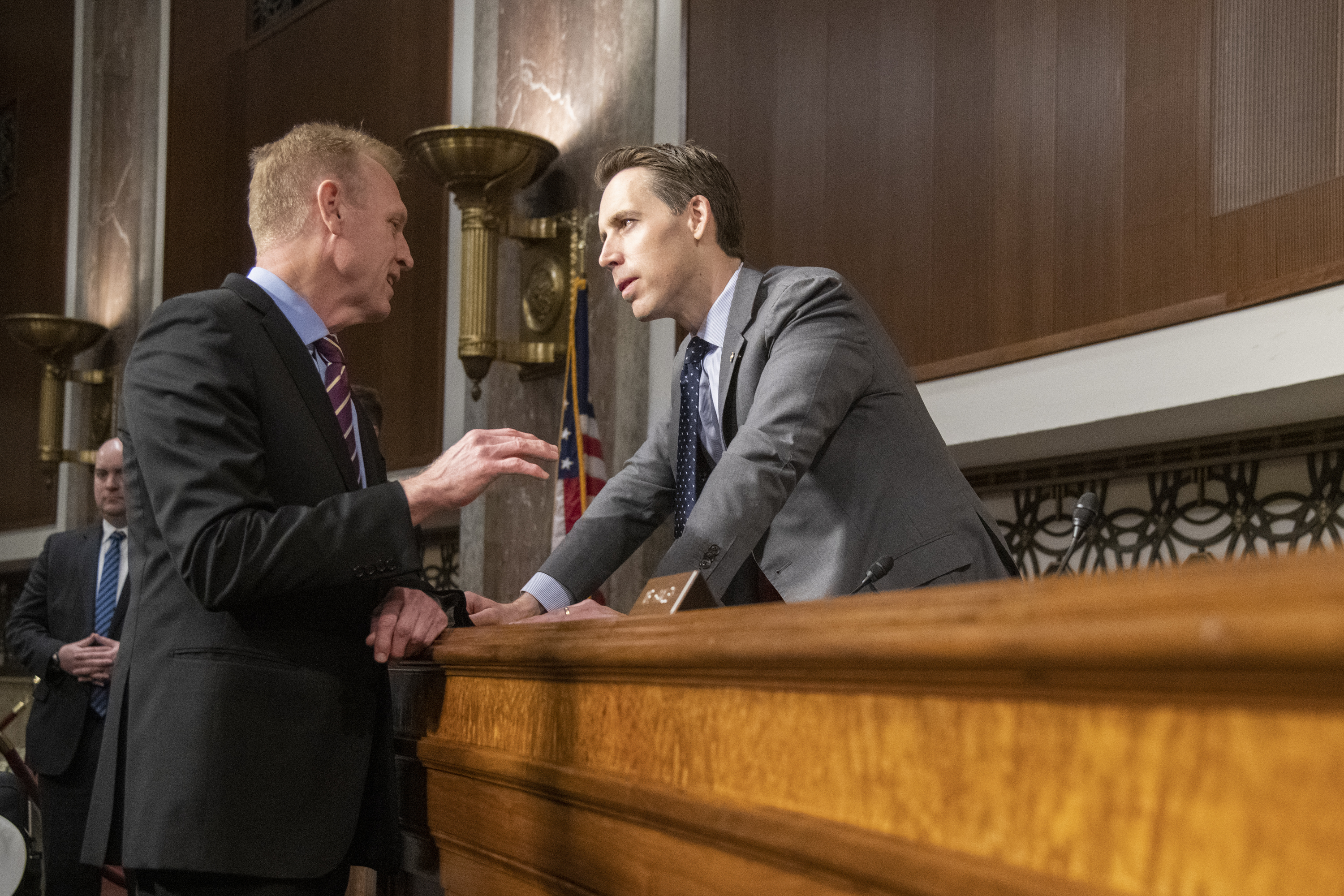
Úřadující ministr obrany Patrick M. Shanahan v rozhovoru se senátorem Joshem Hawleym v roce 2019.

Do Senátu Spojených států amerických byl zvolen v řádných volbách 6. listopadu 2018, když porazil předchozí senátorku Claire McCaskill z Demokratické strany. V okamžiku převzetí úřadu byl nejmladším členem Senátu USA.
Na jednání Kongresu 6. ledna 2021 byl jedním z osmi senátorů, kteří zpochybnili výsledky prezidentských voleb. Spolu s Tedem Cruzem patří k ultrakonzervativnímu křídlu republikánské strany a za svou roli v podnícení nepokojů spojených s prezidentskými volbami (spočívající v pozdravení protestujících, kteří vzápětí vtrhli do Kapitolu, zaťatou pěstí) byl vyzván některými americkými médii k rezignaci.

## Osobní život
Je ženatý s Erin Morrowou, s kterou má tři děti. V roce 2008 sepsal životopis Theodore Roosevelta Theodore Roosevelt. Preacher of Righteousness.